# Остров Байдукова
Остров Байдукова (Лангр, Байдуков) — небольшой остров при входе в Амурский лиман.
От океана закрыт островом Сахалин, глубины у побережья острова небольшие, как и в большей части Охотского моря не превышают 50-100 метров. Климат муссонный, средние июньские температуры +16, а зимние −24 градуса по Цельсию. Осадков выпадает приблизительно 600 мм в год. Территория относится к Дальнему Востоку. Остров Байдукова находится на границе мезозойской и кайнозойской складчатостей. На данной территории есть как лиственичные, так и темнохвойные таёжные леса. Остров покрыт лесами и болотами с небольшими участками сельскохозяйственных угодий. Здесь водятся лососёвые, щуки, сазаны. Необходимо принять меры по их сохранению. Близлежащий крупный город находится на материке, это — Николаевск-на-Амуре. Пути сообщения с более населённой территорией практически отсутствуют. Животный мир крайне небогат.
На острове находится один населённый пункт — село Байдуково.

## История
Современное название в честь советского лётчика Героя Советского Союза Георгия Байдукова (1907—1994). Ранее — Лангр.
В 2015 году на острове установлен памятный крест.
Столетний юбилей отметила метеостанция острова.